# Lista över herrmedaljörer i sprinteuropamästerskapen i kanadensare
Detta är en lista över samtliga medaljörer på herrsidan i sprinteuropamästerskapen i kanotsport sedan mästerskapet återinrättades 1997.

## C-1 200 m
| Spel                  | Guld                      | Silver                                 | Brons                    |
| Plovdiv 1997          | Slavomír Kňazovický       | Aljaksandr Masiajkoŭ                   | Mychajlo Slyvynskyj      |
| Zagreb 1999           | Maksim Opalev             | Martin Doktor                          | Slavomír Kňazovický      |
| Poznan 2000           | Dmytro Sabin              | Andreas Dittmer                        | Martin Doktor            |
| Milano 2001           | Dmytro Sabin              | Maksim Opalev                          | Andreas Dittmer          |
| Szeged 2002           | Maksim Opalev             | Andrzej Jezierski                      | Sándor Malomsoki         |
| Poznan 2004           | Maxim Opalev              | Andreas Dittmer                        | Martin Doktor            |
| Poznan 2005           | Maksim Opalev             | Valentyn Demjanenko                    | Paweł Baraszkiewicz      |
| Račice 2006           | Maksim Opalev             | Martin Doktor                          | Jevgenij Šuklin          |
| Pontevedra 2007       | Jevgenij Šuklin           | Maksim Opalev                          | Jurij Tjeban             |
| Milano 2008           | Nikolaj Lipkin            | Dzmitryj Vajtsisjkin                   | László Foltán, Jr.       |
| Brandenburg 2009      | Valentyn Demyanenko       | Ivan Sjtyl                             | Jevgenij Šuklin          |
| Trasona 2010          | Jevgenij Šuklin           | Jurij Tjeban                           | Ivan Sjtyl               |
| Belgrad 2011          | Valentyn Demyanenko (AZE) | Alfonso Benavides Lopez De Ayala (ESP) | Jurij Tjeban (UKR)       |
| Zagreb 2012           | Valentin Demyanenko (AZE) | Alfonso Benavides (ESP)                | Jevgenij Šuklin (LTU)    |
| Montemor-o-Velho 2013 | Jevgenij Šuklin (LTU)     | Valentin Demyanenko (AZE)              | Andrej Krajtor (RUS)     |
| Moskva 2014           | Aleksej Korovasjkov (RUS) | Alfonso Benavides (ESP)                | Hélder Silva (POR)       |
| Racice 2015           | Andrej Krajtor (RUS)      | Artsiom Kozyr (BLR)                    | Alfonso Benavides (ESP)  |
| Moskva 2016           | Andrej Kraitor (RUS)      | Henrikas Žustautas (LTU)               | Artsiom Kozyr (BLR)      |
| Plovdiv 2017          | Henrikas Žustautas (LTU)  | Aleksej Korovasjkov (RUS)              | Zaza Nadiradze (GEO)     |
| Belgrad 2018          | Zaza Nadiradze (GEO)      | Ivan Sjtyl (RUS)                       | Artsiom Kozyr (BLR)      |
| Poznań 2021           | Joan Moreno (ESP)         | Artsiom Kozyr (BLR)                    | Henrikas Žustautas (LTU) |
| München 2022          | Henrikas Žustautas (LTU)  | Pablo Graña (ESP)                      | Oleksii Koliadych (POL)  |

## C-1 500 m
| Spel                  | Guld                      | Silver                    | Brons                        |
| Plovdiv 1997          | Nikolaj Buchalov          | Martin Doktor             | György Kolonics              |
| Zagreb 1999           | Maksim Opalev             | Martin Doktor             | Gábor Fürdök                 |
| Poznan 2000           | Maksim Opalev             | Andreas Dittmer           | Nikolaj Buchalov             |
| Milano 2001           | György Kolonics           | Andreas Dittmer           | Maksim Opalev                |
| Szeged 2002           | Maksim Opalev             | Andreas Dittmer           | Martin Doktor                |
| Poznan 2004           | Maksim Opalev             | Andreas Dittmer           | David Cal Figueroa           |
| Poznan 2005           | Maksim Opalev             | Paweł Baraszkiewicz       | Andreas Dittmer              |
| Račice 2006           | Maksim Opalev             | Florin Mironcic           | Jurij Tjeban                 |
| Pontevedra 2007       | Andreas Dittmer           | Nikolaj Lipkin            | David Cal Figueroa           |
| Milano 2008           | Nikolaj Lipkin            | Sebastian Brendel         | Jurij Tjeban                 |
| Brandenburg 2009      | Dzianis Harazja           | Jevgenij Šuklin           | Sebastian Brendel            |
| Trasona 2010          | Dzianis Harazja           | Mathieu Goubel            | Tomasz Wylenzek              |
| Belgrad 2011          | Valentyn Demyanenko (AZE) | Paweł Baraszkiewicz (POL) | Dzianis Harazja (BLR)        |
| Zagreb 2012           | Mathieu Goubel (FRA)      | Martin Fuksa (CZE)        | David Cal (ESP)              |
| Montemor-o-Velho 2013 | Martin Fuksa (CZE)        | Dzianis Harazja (BLR)     | Marcin Grzybowski (POL)      |
| Moskva 2014           | Martin Fuksa (CZE)        | Sebastian Brendel (GER)   | Dzianis Harazja (BLR)        |
| Racice 2015           | Martin Fuksa (CZE)        | Michail Pavlov (RUS)      | Pavlo Altuchov (UKR)         |
| Moskva 2016           | Martin Fuksa (CZE)        | Michail Pavlov (RUS)      | Oleg Tarnovschi (MDA)        |
| Plovdiv 2017          | Martin Fuksa (CZE)        | Oleg Tarnovschi (MDA)     | Tomasz Kaczor (POL)          |
| Belgrad 2018          | Martin Fuksa (CZE)        | Sebastian Brendel (GER)   | Oleg Tarnovschi (MDA)        |
| Poznań 2021           | Martin Fuksa (CZE)        | Serghei Tarnovschi (MDA)  | Conrad-Robin Scheibner (GER) |
| München 2022          | Martin Fuksa (CZE)        | Serghei Tarnovschi (MDA)  | Cătălin Chirilă (ROU)        |

## C-1 1000 m
| Spel                  | Guld                    | Silver                       | Brons                       |
| Plovdiv 1997          | Martin Doktor           | Nikolaj Buchalov             | Patrick Schulze             |
| Zagreb 1999           | Maksim Opalev           | Martin Doktor                | Paweł Baraszkiewicz         |
| Poznan 2000           | Martin Doktor           | Andreas Dittmer              | Maksim Opalev               |
| Milano 2001           | Andreas Dittmer         | György Kolonics              | Martin Doktor               |
| Szeged 2002           | Andreas Dittmer         | Maksim Opalev                | Stanimir Atanasov           |
| Poznan 2004           | Andreas Dittmer         | David Cal Figueroa           | Martin Doktor               |
| Poznan 2005           | Andreas Dittmer         | Maksim Opalev                | Aljaksandar Zjukoŭski       |
| Račice 2006           | Florin Mironcic         | Andreas Dittmer              | Maksim Opalev               |
| Pontevedra 2007       | Attila Vajda            | Maksim Opalev                | David Cal Figueroa          |
| Milano 2008           | Mathieu Goubel          | Konstantin Fomitjev          | Sebastian Brendel           |
| Brandenburg 2009      | Attila Vajda            | Sebastian Brendel            | Jose Luis Bouza             |
| Trasona 2010          | Sebastian Brendel       | Mathieu Goubel               | Pál Sarudi                  |
| Belgrad 2011          | Sebastian Brendel (GER) | Josif Chirila (ROM)          | Jose Luis Bouza (ESP)       |
| Zagreb 2012           | Sebastian Brendel (GER) | Mathieu Goubel (FRA)         | Aljaksandar Zjukoŭski (BLR) |
| Montemor-o-Velho 2013 | Martin Fuksa (CZE)      | Mathieu Goubel (FRA)         | Marcin Grzybowski (POL)     |
| Moskva 2014           | Sebastian Brendel (GER) | Attila Vajda (HUN)           | Viktor Melantiev (RUS)      |
| Racice 2015           | Sebastian Brendel (GER) | Tomasz Kaczor (POL)          | Pavlo Altuchov (UKR)        |
| Moskva 2016           | Sebastian Brendel (GER) | Serghei Tarnovschi (MDA)     | Martin Fuksa (CZE)          |
| Plovdiv 2017          | Sebastian Brendel (GER) | Martin Fuksa (CZE)           | Kirill Sjamsjurin (RUS)     |
| Belgrad 2018          | Martin Fuksa (CZE)      | Sebastian Brendel (GER)      | Carlo Tacchini (ITA)        |
| Poznań 2021           | Martin Fuksa (CZE)      | Conrad-Robin Scheibner (GER) | Kirill Sjamsjurin (RUS)     |
| München 2022          | Cătălin Chirilă (ROU)   | Martin Fuksa (CZE)           | Carlo Tacchini (ITA)        |

## C-1 5000 m
| Spel                  | Guld                         | Silver                       | Brons                        |
| 1997-2009             | Ingick inte på EM-programmet | Ingick inte på EM-programmet | Ingick inte på EM-programmet |
| Trasona 2010          | Ronald Verch                 | Jose Luis Bouza              | Marian Ostrcil               |
| Belgrad 2011          | Sebastian Brendel (GER)      | Jose Luis Bouza (ESP)        | Lukáš Koranda (CZE)          |
| Zagreb 2012           | Florin Comanici (ROU)        | Manuel Antonio Campos (ESP)  | Matej Rusnák (SVK)           |
| Montemor-o-Velho 2013 | Sebastian Brendel (GER)      | Marcin Grzybowski (POL)      | Florin Comanici (ROU)        |
| Moskva 2014           | Sebastian Brendel (GER)      | Eduard Sjemetylo (UKR)       | Pavel Petrov (RUS)           |
| Racice 2015           | Sebastian Brendel (GER)      | Pavel Petrov (RUS)           | Maksim Pjatroŭ (BLR)         |
| Moskva 2016           | Tamás Kiss (HUN)             | Ronald Verch (GER)           | Mateusz Kaminski (POL)       |
| Plovdiv 2017          | Sebastian Brendel (GER)      | David Varga (HUN)            | Mateusz Kamiński (POL)       |
| Belgrad 2018          | Sebastian Brendel (GER)      | Kirill Sjamsjurin (RUS)      | Carlo Tacchini (ITA)         |
| Poznań 2021           | Sebastian Brendel (GER)      | Nicholas Fodor (HUN)         | Carlo Tacchini (ITA)         |
| München 2022          | Sebastian Brendel (GER)      | Balázs Adolf (HUN)           | Carlo Tacchini (ITA)         |

## C-2 200 m
| Spel                  | Guld                                         | Silver                                                                           | Brons                                            |
| Plovdiv 1997          | Ryssland Vladimir Ladotja Pavel Konovalov    | Ungern Miklós Buzál Attila Végh                                                  | Bulgarien Stanimir Atanasov Dimitar Atanasov     |
| Zagreb 1999           | Polen Daniel Jędraszko Paweł Baraszkiewicz   | Rumänien Ionel Averian Mitică Pricop                                             | Tjeckien Petr Procházka Jan Břečka               |
| Poznan 2000           | Polen Paweł Baraszkiewicz Daniel Jędraszko   | Tjeckien Petr Procházka Jan Břečka                                               | Ryssland Aleksandr Artemida Konstantin Fomitjov  |
| Milano 2001           | Rumänien Mikhail Vartolomei Ionel Averian    | Polen Paweł Baraszkiewicz Daniel Jędraszko                                       | Ungern György Kozmann Imre Feil                  |
| Szeged 2002           | Ungern Miklós Buzál Attila Végh              | Tjeckien Petr Netušil Petr Fuksa                                                 | Rumänien Ionel Averian Mikhail Vartolomei        |
| Poznan 2004           | Tjeckien Petr Netušil Petr Fuksa             | Ungern Attila Bozsik Gergely Kovacs                                              | Polen Paweł Baraszkiewicz Daniel Jędraszko       |
| Poznan 2005           | Tyskland Tomasz Wylenzek Christian Gille     | Ryssland Nikolaj Lipkin Jevgenij Ignatov                                         | Ungern Gergely Kovács Attila Bozsik              |
| Račice 2006           | Ryssland Ivan Sjtyl Jevgenij Ignatov         | Litauen Raimundas Labuckas Tomas Gadeikis                                        | Ukraina Dmytro Sabin Serhij Klymnjuk             |
| Pontevedra 2007       | Litauen Tomas Gadeikis Raimundas Labuckas    | Ryssland Jevgenij Ignatov Ivan Sjtyl                                             | Tyskland Tomasz Wylenzek Christian Gille         |
| Milano 2008           | Litauen Tomas Gadeikis Raimundas Labuckas    | Ryssland Jevgenij Ignatov Ivan Sjtyl                                             | Ungern Attila Végh Gergely Kovács                |
| Brandenburg 2009      | Litauen Tomas Gadeikis Raimundas Labuckas    | Ryssland Ivan Sjtyl Jevgenij Ignatov                                             | Tyskland Stefan Holtz Robert Nuck                |
| Trasona 2010          | Litauen Tomas Gadeikis Raimundas Labuckas    | Ryssland Ivan Sjtyl Jevgenij Ignatov                                             | Belarus Dzmitryj Rabtjanka Aljaksandr Valtjetski |
| Belgrad 2011          | Litauen Raimundas Labuckas Tomas Gadeikis    | Belarus Aljaksandr Valtjetski Dzmitryj Rabtjanka                                 | Ungern Attila Bozsik Gábor Horváth               |
| Zagreb 2012           | Litauen Raimundas Labuckas Tomas Gadeikis    | Belarus Dzmitryj Rabtjanka Aljaksandr Valtjetski                                 | Italien Daniele Santini Luca Incollingo          |
| Montemor-o-Velho 2013 | Ryssland Aleksandr Kovalenko Nikolaj Lipkin  | Belarus Dzmitryj Rabtjanka Aljaksandr Valtjetski                                 | Tyskland Robert Nuck Stefan Holtz                |
| Moskva 2014           | Ryssland Aleksej Korovasjkov Ivan Sjtyl      | Tyskland Robert Nuck Stefan Holtz                                                | Rumänien Alexandru Dumitrescu Victor Mihalachi   |
| Racice 2015           | Ryssland Aleksej Korovasjkov Ivan Sjtyl      | Belarus Dzmitryj Rabtjanka Aljaksandr Valtjetski                                 | Italien Daniele Santini Luca Incollingo          |
| Moskva 2016           | Belarus Hleb Saladucha Aljaksandr Valtjetski | Tyskland Stefan Kiraj Stefan Holtz                                               | Ryssland Aleksandr Kovalenko Andrej Krajtor      |
| Plovdiv 2017          | Ryssland Aleksandr Kovalenko Ivan Sjtyl      | Belarus Andrej Bahdanovitj Dzianis Machlaj                                       | Ungern Jonatán Hajdu Ádám Fekete                 |
| Belgrad 2018          | Ryssland Aleksandr Kovalenko Ivan Sjtyl      | Belarus Hleb Saladucha Dzianis Machlaj                                           | Polen Arsen Śliwiński Michał Łubniewski          |
| Poznań 2021           | Spanien Alberto Pedrero Pablo Graña          | Polen Arsen Śliwiński Michał Łubniewski                                          | Litauen Henrikas Žustautas Vadim Korobov         |
| München 2022          | Polen Aleksander Kitewski Arsen Śliwiński    | Spanien Antoni Segura Alfonso Benavides Litauen Henrikas Žustautas Vadim Korobov | Ingen medaljör                                   |

## C-2 500 m
| Spel                  | Guld                                              | Silver                                          | Brons                                            |
| Plovdiv 1997          | Polen Daniel Jędraszko Paweł Baraszkiewicz        | Ungern György Kolonics Csaba Horváth            | Ryssland Pavel Konovalov Vladimir Ladosja        |
| Zagreb 1999           | Rumänien Florin Popescu Gheorghe Andriev          | Ryssland Aleksandr Kovaljov Aleksandr Kostoglod | Spanien Jose Alfredo Bea David Mascato           |
| Poznan 2000           | Polen Daniel Jędraszko Paweł Baraszkiewicz        | Rumänien Iosif Anisim Ionel Averian             | Ryssland Aleksandr Kovaljov Aleksandr Kostoglod  |
| Milano 2001           | Rumänien Mitică Pricop Florin Popescu             | Ryssland Aleksandr Kostoglod Aleksandr Kovaljov | Spanien Jose Alfredo Bea David Mascato           |
| Szeged 2002           | Ryssland Sergej Ullegin Aleksandr Kostoglod       | Rumänien Silviu Simiocencu Florin Popescu       | Tyskland Tomasz Wylenzek Christian Gille         |
| Poznan 2004           | Ungern György Kozmann György Kolonics             | Polen Paweł Baraszkiewicz Daniel Jędraszko      | Rumänien Silviu Simiocencu Florin Popescu        |
| Poznan 2005           | Tyskland Tomasz Wylenzek Christian Gille          | Polen Michał Śliwiński Łukasz Woszczyński       | Ryssland Aleksandr Kovaljov Aleksandr Kostoglod  |
| Račice 2006           | Ryssland Sergej Ulegin Aleksandr Kostoglod        | Tyskland Robert Nuck Stefan Holtz               | Rumänien Josif Chirlǎ Andrei Cuculici            |
| Pontevedra 2007       | Belarus Aljaksandr Bahdanovitj Andrej Bahdanovitj | Ryssland Sergej Ulegin Aleksandr Kostoglod      | Ungern György Kozmann György Kolonics            |
| Milano 2008           | Ryssland Sergej Ulegin Aleksandr Kostoglod        | Ungern György Kolonics György Kozmann           | Bulgarien Dejan Georgiev Adnan Aliev             |
| Brandenburg 2009      | Tyskland Robert Nuck Stefan Holtz                 | Polen Paweł Skowroński Roman Rynkiewicz         | Azerbajdzjan Sergey Bezuqlı Maksim Prokopenko    |
| Trasona 2010          | Rumänien Alexandru Dumitrescu Victor Mihalachi    | Azerbajdzjan Sergey Bezuqlı Maksim Prokopenko   | Belarus Aljaksandr Valtjetski Dzmitryj Rabtjanka |
| Belgrad 2011          | Rumänien Alexandru Dumitrescu Victor Mihalachi    | Azerbajdzjan Sergey Bezuqlı Maksim Prokopenko   | Polen Roman Rynkiewicz Mariusz Kruk              |
| Zagreb 2012           | Tjeckien Jaroslav Radoň Filip Dvořák              | Rumänien Alexandru Dumitrescu Victor Mihalachi  | Ukraina Vitalij Verheles Denys Kamerylov         |
| Montemor-o-Velho 2013 | Ryssland Aleksej Korovasjkov Ivan Sjtyl           | Rumänien Alexandru Dumitrescu Victor Mihalachi  | Polen Tomasz Kaczor Vincent Słomiński            |
| Moskva 2014           | Ryssland Aleksej Korovasjkov Ivan Sjtyl           | Rumänien Alexandru Dumitrescu Victor Mihalachi  | Polen Tomasz Kaczor Vincent Slominski            |
| Racice 2015           | Ryssland Aleksej Korovasjkov Ivan Sjtyl           | Ukraina Dmytro Jantjuk Taras Misjtjuk           | Belarus Hleb Saladucha Dzianis Machlaj           |
| Moskva 2016           | Ryssland Viktor Melantiev Ivan Sjtyl              | Rumänien Josif Chirilă Victor Mihalachi         | Ukraina Vitalij Verheles Denys Kamerylov         |
| Plovdiv 2017          | Ryssland Viktor Melantiev Ivan Sjtyl              | Rumänien Leonid Carp Victor Mihalachi           | Ukraina Dmytro Jantjuk Taras Misjtjuk            |
| Belgrad 2018          | Rumänien Leonid Carp Victor Mihalachi             | Ryssland Pavel Petrov Michail Pavlov            | Ukraina Dmytro Jantjuk Taras Misjtjuk            |
| Poznań 2021           | Ryssland Viktor Melantjev Vladislav Tjebotar      | Tyskland Sebastian Brendel Tim Hecker           | Ukraina Vitalij Verheles Andrij Rybatjok         |
| München 2022          | Spanien Joan Moreno Adrián Sieiro                 | Polen Wiktor Głazunow Tomasz Barniak            | Tyskland Sebastian Brendel Tim Hecker            |

## C-2 1000 m
| Spel                  | Guld                                              | Silver                                            | Brons                                             |
| Plovdiv 1997          | Ungern Csaba Horváth György Kolonics              | Rumänien Marcel Glǎvan Antonel Borşan             | Tyskland Stefan Utess Lars Kober                  |
| Zagreb 1999           | Ryssland Aleksandr Kovaljov Aleksandr Kostoglod   | Rumänien Gheorghe Andriev Florin Popescu          | Tyskland Peter John Patrick Schulze               |
| Poznan 2000           | Polen Paweł Baraszkiewicz Michał Gajownik         | Rumänien Iosif Anisim Ionel Averian               | Ryssland Aleksandr Kostoglod Aleksandr Kovaljov   |
| Milano 2001           | Rumänien Mitică Pricop Florin Popescu             | Spanien Jose Alfredo Bea David Mascato            | Ryssland Aleksandr Kovaljov Aleksandr Kostoglod   |
| Szeged 2002           | Rumänien Florin Popescu Silviu Simiocencu         | Polen Marcin Kobierski Michał Śliwiński           | Ryssland Aleksandr Kostoglod Sergej Ulegin        |
| Poznan 2004           | Polen Michał Śliwiński Łukasz Woszczyński         | Ryssland Aleksandr Kovaljov Aleksandr Kostoglod   | Tyskland Stefan Utess Thomas Lück                 |
| Poznan 2005           | Tyskland Tomasz Wylenzek Christian Gille          | Ungern György Kolonics György Kozmann             | Polen Paweł Skowroński Roman Rynkiewicz           |
| Račice 2006           | Polen Marcin Grzybowski Łukasz Woszczyński        | Tyskland Christian Gille Tomasz Wylenzek          | Belarus Aljaksandr Bahdanovitj Andrej Bahdanovitj |
| Pontevedra 2007       | Tyskland Christian Gille Tomasz Wylenzek          | Ungern György Kozmann György Kolonics             | Belarus Andrej Bahdanovitj Aljaksandr Bahdanovitj |
| Milano 2008           | Belarus Andrej Bahdanovitj Aljaksandr Bahdanovitj | Ukraina Serhij Bezuhlyj Maksym Prokopenko         | Polen Paweł Baraszkiewicz Wojciech Tyszynski      |
| Brandenburg 2009      | Ungern Mihály Sáfrán Mátyás Sáfrán                | Tyskland Erik Leue Tomasz Wylenzek                | Ryssland Nikolaj Lipkin Viktor Melantiev          |
| Trasona 2010          | Azerbajdzjan Maksim Prokopenko Sergey Bezuqlı     | Ryssland Aleksej Korovasjkov Ilja Pervuchin       | Rumänien Victor Mihalachi Alexandru Dumitrescu    |
| Belgrad 2011          | Ryssland Aleksej Korovasjkov Ilja Pervuchin       | Belarus Andrej Bahdanovitj Aljaksandr Bahdanovitj | Rumänien Victor Mihalachi Alexandru Dumitrescu    |
| Zagreb 2012           | Rumänien Alexandru Dumitrescu Victor Mihalachi    | Tyskland Peter Kretschmer Kurt Kuschela           | Belarus Andrej Bahdanovitj Aljaksandr Bahdanovitj |
| Montemor-o-Velho 2013 | Ryssland Aleksej Korovasjkov Ilja Pervuchin       | Ungern Henrik Vasbányai Róbert Mike               | Rumänien Alexandru Dumitrescu Victor Mihalachi    |
| Moskva 2014           | Ungern Henrik Vasbányai Róbert Mike               | Ryssland Aleksej Korovasjkov Ilja Pervuchin       | Tjeckien Jaroslav Radoň Filip Dvořák              |
| Racice 2015           | Ukraina Dmytro Jantjuk Taras Misjtjuk             | Ryssland Aleksej Korovasjkov Ilja Pervuchin       | Tyskland Yul Oeltze Ronald Verch                  |
| Moskva 2016           | Ryssland Aleksej Korovasjkov Ilja Pervuchin       | Belarus Andrej Bahdanovitj Aljaksandr Bahdanovitj | Ungern Henrik Vasbányai Róbert Mike               |
| Plovdiv 2017          | Tyskland Yul Oeltze Peter Kretschmer              | Ryssland Viktor Melantiev Vladislav Tjebotar      | Italien Nicolae Craciun Sergiu Craciun            |
| Belgrad 2018          | Tyskland Yul Oeltze Peter Kretschmer              | Rumänien Leonid Carp Victor Mihalachi             | Spanien Sergio Vallejo Adrián Sieiro              |
| Poznań 2021           | Tyskland Sebastian Brendel Tim Hecker             | Ryssland Kirill Sjamsjurin Ilja Pervuchin         | Rumänien Cătălin Chirilă Victor Mihalachi         |
| München 2022          | Tyskland Sebastian Brendel Tim Hecker             | Italien Nicolae Craciun Daniele Santini           | Ungern Balázs Adolf Dániel Fejes                  |

## C-4 200 m
| Spel             | Guld                                                                                        | Silver                                                                                      | Brons                                                                                      |
| Plovdiv 1997     | Ryssland Vladimir Ladosja Pavel Konovalov Vladislav Polzunov Aleksandr Kostoglod            | Slovakien Peter Páleš Slavomír Kňazovický Juraj Filip Csaba Orosz                           | Tjeckien Pavel Bednar Petr Procházka Petr Fuksa Tomáš Křivánek                             |
| Zagreb 1999      | Tjeckien Jan Břečka Petr Fuksa Karel Kožíšek Petr Procházka                                 | Rumänien Ionel Averian Gheorghe Andriev Florin Popescu Mitică Pricop                        | Ryssland Aleksej Volkonskij Konstantin Fomitjov Aleksandr Kostoglod Ignat Kovaljov         |
| Poznan 2000      | Tjeckien Jan Břečka Petr Procházka Karel Kožíšek Petr Fuksa                                 | Ungern Ervin Hoffman Miklós Buzál Attila Végh György Kolonics                               | Ukraina Oleksandr Mostovenko Mychajlo Slyvynskyj Serhij Klymnjuk Dmytro Sabin              |
| Milano 2001      | Tjeckien Karel Kožíšek Jan Břečka Petr Fuksa Petr Procházka                                 | Rumänien Ionel Averian Mikhail Vartolomei Florin Popescu Mitică Pricop                      | Polen Andrzej Jezierski Daniel Jędraszko Paweł Baraszkiewicz Michał Gajownik               |
| Szeged 2002      | Ryssland Sergej Ulegin Maksim Opalev Roman Krugljakov Aleksandr Kostoglod                   | Ungern György Kolonics Sándor Malomsoki Gábor Iván László Vasali                            | Tjeckien Petr Procházka Petr Fuksa Jan Břečka Karel Kožíšek                                |
| Poznan 2004      | Tjeckien Petr Fuksa Petr Netušil Jan Břečka Karel Kožíšek                                   | Ryssland Roman Krugljakov Jevgenij Ignatov Dmitrij Sergejev Aleksej Volkonskij              | Ungern László Vasali Sándor Malomsoki Béla Belicza Gergely Kovacs                          |
| Poznan 2005      | Tjeckien Petr Procházka Petr Fuksa Petr Netušil Jan Břečka                                  | Ryssland Aleksandr Kovaljov Aleksandr Kostoglod Roman Krugljakov Maksim Opalev              | Tyskland Thomas Lück Robert Nuck Stefan Holtz Stephan Breuing                              |
| Račice 2006      | Belarus Dzmitrij Vaitsisjkin Dzmitrij Rabtjanka Kanstantsin Sjtjarbak Aliaksandr Vautjetski | Ungern Gábor Horváth Pál Sarudi Márton Joób Péter Balázs                                    | Litauen Kazimieras Reksnys Raimundas Labuckas Jevgenij Miasniankin Tomas Gadeikis          |
| Pontevedra 2007  | Ryssland Nikolaj Lipkin Jevgenij Dorochin Jevgenij Ignatov Ivan Sjtyl                       | Belarus Kanstantsin Sjtjarbak Dzmitrij Rabchanka Dzmitryj Vajtsisjkin Aljaksandr Valtjetski | Ungern Márton Joób Pál Sarudi Gábor Horváth Péter Balázs                                   |
| Milano 2008      | Ryssland Ivan Sjtyl Jevgenij Ignatov Nikolaj Lipkin Viktor Melantiev                        | Ungern Péter Balázs Gábor Horváth Márton Joób Pál Sarudi                                    | Belarus Aljaksandr Bahdanovitj Dzmitryj Rabtjanka Andrej Bahdanovitj Aljaksandar Zjukoŭski |
| Brandenburg 2009 | Ryssland Nikolaj Lipkin Viktor Melantiev Aleksandr Kostoglod Sergej Ulegin                  | Ungern Attila Bozsik Pál Sarudi Péter Balázs Gábor Horváth                                  | Belarus Aljaksandr Valtjetski Andrej Bahdanovitj Dzmitryj Vajtsisjkin Dzmitryj Rabtjanka   |
| 2010–            | Borttaget från EM-programmet                                                                | Borttaget från EM-programmet                                                                | Borttaget från EM-programmet                                                               |

## C-4 500 m
| Spel            | Guld                                                                                            | Silver                                                                                          | Brons                                                                                          |
| Plovdiv 1997    | Ungern Csaba Hüttner Csaba Horváth László Szuszkó Béla Belicza                                  | Rumänien Florin Popescu Cosmin Pasca Antonel Borşan Marcel Glǎvan                               | Bulgarien Rumen Nikolov Georgi Nikolov Martin Marinov Blagovest Stojanov                       |
| Zagreb 1999     | Ryssland Konstantin Fomitjov Aleksej Volkonskij Ignat Kovaljov Andrej Kabanov                   | Rumänien Gheorghe Andriev Florin Popescu Mitică Pricop Florin Huidu                             | Tjeckien Petr Fuksa Petr Netušil Viktor Jirasky Jan Machac                                     |
| Poznan 2000     | Ryssland Vladimir Ladotja Pavel Konovalov Andrej Kabanov Vladislav Polzunov                     | Rumänien Chiriac Marcov Gheorghe Andriev Robert Vinturis Silviu Simiocencu                      | Ungern Gábor Fürdök Gábor Iván Sándor Malomsoki Csaba Hüttner                                  |
| Milano 2001     | Ryssland Konstantin Fomitjov Vladislav Polzunov Vladimir Ladotja Andrej Kabanov                 | Rumänien Ionel Averian Mikhail Vartolomei Florin Popescu Iosif Anisim                           | Polen Marcin Grzybowski Adam Ginter Roman Rynkiewicz Marcin Kobierski                          |
| Szeged 2002     | Ungern Gábor Iván Sándor Malomsoki György Kozmann Béla Belicza                                  | Ryssland Aleksej Volkonskij Konstantin Fomitjov Aleksandr Artemida Roman Krugljakov             | Rumänien Mikhail Vartolomei Samil Grigore Ionel Averian Iosif Anisim                           |
| Poznan 2004     | Rumänien Florin Popescu Iosif Anisim Silviu Simiocencu Petre Condrat                            | Ryssland Aleksej Volkonskij Roman Krugljakov Dmitrij Sergejev Jevgenij Ignatov                  | Belarus Aljaksandr Bahdanovitj Aljaksandr Kurljandtjyk Aljaksandar Zjukoŭski Siamjon Sapanenka |
| Poznan 2005     | Rumänien Silviu Simiocencu Loredan Popa Florin Popescu Josif Chirlǎ                             | Polen Adam Ginter Michał Gajownik Andrzej Jezierski Roman Rynkiewicz                            | Tyskland Thomas Lück Stephan Breuing Robert Nuck Stefan Holtz                                  |
| Račice 2006     | Rumänien Loredan Popa Florin Mironcic Silviu Simiocencu Gabriel Talpă                           | Belarus Andrej Bahdanovitj Aljaksandr Bahdanovitj Aljaksandar Zjukoŭski Aljaksandr Kurljandtjyk | Ungern Gábor Fürdök Ferenc Novák Imre Pulai Edvin Csabai                                       |
| Pontevedra 2007 | Belarus Aljaksandr Bahdanovitj Andrej Bahdanovitj Aljaksandar Zjukoŭski Aljaksandr Kurljandtjyk | Polen Marcin Grzybowski Łukasz Woszczyński Arkadiusz Tonski Paweł Skowroński                    | Tyskland Thomas Lück Stefan Holtz Robert Nuck Sebastian Brendel                                |
| Milano 2008     | Rumänien Cătălin Costache Constantin Popa Silviu Simiocencu Nicolae Flocea                      | Ungern Gábor Horváth Péter Balázs Pál Sarudi Márton Joób                                        | Ryssland Michail Pavlov Roman Krugljakov Aleksandr Kovaljov Dmitrij Sergejev                   |
| 2009–2017       | Borttaget från EM-programmet                                                                    | Borttaget från EM-programmet                                                                    | Borttaget från EM-programmet                                                                   |
| Belgrad 2018    | Ryssland Pavel Petrov Viktor Melantiev Michail Pavlov Ivan Sjtyl                                | Ukraina Jurij Vandjuk Oleh Borovyk Andrij Rybatjok Oleksandr Sivkov                             | Polen Wiktor Głazunow Michał Łubniewski Arsen Śliwiński Marcin Grzybowski                      |
| 2021–           | Borttaget från EM-programmet                                                                    | Borttaget från EM-programmet                                                                    | Borttaget från EM-programmet                                                                   |

## C-4 1000 m
| Spel                  | Guld                                                                                        | Silver                                                                                      | Brons                                                                                          |
| Plovdiv 1997          | Rumänien Florin Popescu Marcel Glǎvan Antonel Borşan Cosmin Pasca                           | Ungern László Szuszkó Csaba Hüttner Gábor Fürdök Gábor Balgovits                            | Polen Piotr Midloch Daniel Jędraszko Paweł Midloch Paweł Baraszkiewicz                         |
| Zagreb 1999           | Ryssland Konstantin Fomitjov Aleksej Volkonskij Ignat Kovaljov Andrej Kabanov               | Rumänien Chiriac Marcov Mitică Pricop Samil Grigore Iosif Anisim                            | Ukraina Mykola Dimakov Dmytro Sabin Roman Bundz Leonid Kamlotjuk                               |
| Poznan 2000           | Ungern György Zala György Kozmann Gábor Fürdök Gábor Iván                                   | Rumänien Gheorghe Andriev Silviu Simiocencu Chiriac Marcov Robert Vinturis                  | Tjeckien Petr Netušil Jan Machac Petr Fuksa Viktor Jirasky                                     |
| Milano 2001           | Ryssland Aleksej Volkonskij Vladimir Ladotja Roman Krugljakov Konstantin Fomitjov           | Ungern Gábor Iván Béla Belicza György Zala György Kozmann                                   | Polen Roman Rynkiewicz Michał Gajownik Andrzej Jezierski Adam Ginter                           |
| Szeged 2002           | Ungern Béla Belicza György Kozmann Ferenc Novák Gábor Iván                                  | Rumänien Ionel Averian Samil Grigore Iosif Anisim Mitică Pricop                             | Ryssland Aleksej Volkonskij Dmitrij Sergejev Konstantin Fomitjov Roman Krugljakov              |
| Poznan 2004           | Ungern Csaba Hüttner Gábor Fürdök Imre Pulai Ferenc Novák                                   | Rumänien Josif Chirlǎ Andrei Cuculici Petre Condrat Mitică Pricop                           | Belarus Aljaksandr Kurljandtjyk Aljaksandr Bahdanovitj Siamjon Sapanenka Aljaksandar Zjukoŭski |
| Poznan 2005           | Tyskland Thomas Lück Stephan Breuing Stefan Holtz Robert Nuck                               | Polen Wojciech Tyszynski Andrzej Jezierski Arkadiusz Tonski Michał Gajownik                 | Rumänien Constantin Popa Petre Condrat Florin Mironcic Loredan Popa                            |
| Račice 2006           | Tyskland Stephan Breuing Robert Nuck Stefan Holtz Thomas Lück                               | Belarus Dzmitryj Rabtjanka Dzmitryj Vajtsisjkin Aljaksandr Valtjetski Kanstantsin Sjtjarbak | Ungern Gábor Balázs Márton Metka Mátyás Sáfrán Róbert Mike                                     |
| Pontevedra 2007       | Belarus Aljaksandr Valtjetski Dzmitryj Rabtjanka Dzmitryj Vajtsisjkin Kanstantsin Sjtjarbak | Ungern Márton Metka Róbert Mike Gábor Balázs Mátyás Sáfrán                                  | Rumänien Nicolae Flocea Silviu Simiocencu Andrei Cuculici Josif Chirlǎ                         |
| Milano 2008           | Belarus Dzmitryj Rabtjanka Dzmitryj Vajtsisjkin Kanstantsin Sjtjarbak Aljaksandr Valtjetski | Rumänien Cătălin Costache Florin Mironcic Andrei Cuculici Josif Chirlǎ                      | Polen Arkadiusz Tonski Adam Ginter Łukasz Gros Łukasz Woszczyński                              |
| Brandenburg 2009      | Tyskland Erik Rebstock Chris Wend Thomas Lück Ronald Verch                                  | Ungern Viktor Volein Róbert Mike Pál Sarudi Márton Tóth                                     | Ryssland Oleg Sjelegov Ilja Sjtokalov Ivan Kuznetsov Roman Krugljakov                          |
| Trasona 2010          | Ryssland Pavel Petrov Kirill Sjamsjurin Aleksandr Kostoglod Maksim Opalev                   | Belarus Dzmitryj Vajtsisjkin Dzmitryj Rabtjanka Dzianis Harazja Aljaksandr Valtjetski       | Tyskland Tomasz Wylenzek Chris Wend Erik Rebstock Ronald Verch                                 |
| Belgrad 2011          | Ungern Márton Tóth Mátyás Sáfran Mihály Sáfrán Róbert Mike                                  | Belarus Andrej Bahdanovitj Dzmitryj Rabtjanka Aljaksandr Bahdanovitj Aljaksandr Valtjetski  | Ryssland Ivan Kuznetsov Rasul Isjmuchamedov Kirill Sjamsjurin Vladimir Tjernysjkov             |
| Zagreb 2012           | Belarus Dzmitryj Rabtjanka Dzmitryj Vajtsisjkin Dzianis Harazja Aljaksandr Valtjetski       | Rumänien Josif Chirilă Cătălin Costache Mihail Simion Florin Comanici                       | Ungern Márton Tóth Róbert Mike Henrik Vasbányai Szabolcs Németh                                |
| Montemor-o-Velho 2013 | Belarus Dzmitryj Rabtjanka Dzianis Harazja Dzmitryj Vajtsisjkin Aljaksandr Valtjetski       | Rumänien Florin Comanici Gabriel Gheoca Cătălin Costache Josif Chirilă                      | Ukraina Vitalij Verheles Denys Kovalenko Denys Kamerylov Eduard Sjemetylo                      |
| Moskva 2014           | Belarus Dzmitryj Rabtjanka Dzmitryj Vajtsisjkin Dzianis Harazja Aljaksandr Valtjetski       | Ungern András Vass Tamás Kiss Pál Sarudi Dávid Varga                                        | Ukraina Denys Kovalenko Elnur Achadov Dmytro Jantjuk Taras Misjtjuk                            |
| Racice 2015           | Ryssland Kirill Sjamsjurin Rasul Isjmuchamedov Viktor Melantiev Vladislav Tjebotar          | Rumänien Leonid Carp Petre Condrat Josif Chirilă Stefan Strat                               | Ukraina Denys Kovalenko Elnur Achadov Dmytro Janchuk Eduard Sjemetylo                          |
| Moskva 2016           | Ryssland Kirill Sjamsjurin Viktor Melantiev Rasul Isjmuchamedov Vladislav Tjebotar          | Ukraina Denys Kovalenko Vitalij Verheles Denys Kamerylov Eduard Sjemetylo                   | Rumänien Josif Chirilă Adi-Aurelian Grozuta Petre Condrat Simion Cosmin                        |
| Plovdiv 2017          | Polen Wiktor Glazunov Piotr Kuleta Tomasz Baraniak Marcin Grzybowski                        | Tyskland Conrad Scheibner Sebastian Brendel Stefan Kiraj Jan Vandrey                        | Ryssland Kirill Sjamsjurin Ilja Sjtokalov Rasul Isjmuchamedov Ilja Pervuchin                   |
| 2018–                 | Borttaget från EM-programmet                                                                | Borttaget från EM-programmet                                                                | Borttaget från EM-programmet                                                                   |

## C-1 4 x 200 m
| Spel             | Guld                                                                 | Silver                                                         | Brons                                                              |
| Brandenburg 2009 | Ryssland Jevgenij Ignatov Nikolaj Lipkin Viktor Melantiev Ivan Sjtyl | Tyskland Sebastian Brendel Chris Wend Stefan Holtz Robert Nuck | Ungern Attila Vajda Attila Bozsik Gábor Horváth László Foltán, Jr. |
| 2010–            | Borttaget från EM-programmet                                         | Borttaget från EM-programmet                                   | Borttaget från EM-programmet                                       |